# Ilario Di Buò
Ilario Di Buò (Trieste, 13 dicembre 1965) è un arciere italiano che fa parte della nazionale italiana di tiro con l'arco.

## Carriera
Di Buò ha partecipato ai Giochi olimpici di Los Angeles, Seul, Barcellona.
Alle Olimpiadi di Sydney del 2000 ha vinto la medaglia d'Argento, con la squadra della Nazionale Italiana insieme a Matteo Bisiani e Michele Frangilli. Nella classifica individuale si era piazzato al 20º posto. 
Nel 2003 ai Campionati Mondiali Indoor a Nimes (Francia), dopo una difficile qualifica Ilario batte tutti e vince la medaglia d'oro.
Ha partecipato anche alle Olimpiadi di Atene del 2004. Vincitore negli scontri diretti ai trentaduesimi e ai sedicesimi, perse il terzo incontro contro Marco Galiazzo, che poi vinse la medaglia d'Oro.
Nella classifica individuale si era piazzato al 16º posto; la squadra arrivò al 7º posto.
Ai Giochi Olimpici di Pechino nel 2008 vince la medaglia d'Argento a squadre insieme a Marco Galiazzo e Mauro Nespoli.
Agli Europei è stato due volte medaglia di bronzo (2002 e 2006) e nel 2006 ha raggiunto il secondo gradino del podio nella Coppa del Mondo.
Detiene il record Europeo a squadre insieme a Marco Galiazzo e Michele Frangilli sull'Olympic Round 24 frecce (226 punti), conseguito a Antalya il 10 giugno 2006 durante la locale tappa della Meteksan World Cup.
Partecipa alle Olimpiadi di Pechino nell'agosto 2008, insieme a Marco Galiazzo, Mauro Nespoli, Natalia Valeeva, Elena Tonetta e Pia Carmen Lionetti; l'11 agosto 2008 vince l'argento nella prova a squadre, insieme a Marco Galiazzo e Mauro Nespoli, battuti dalla Corea del Sud 227 a 225.
Nel 2013 inizia la sua carriera come Allenatore della Squadra Nazionale Senior. NEl 2016 ai Giochi della XXXI Olimpiade  di Rio de Janeiro, porta  la Squadra Femminile al migliore risultato agonistico ottenendo un quarto posto. 
Nel 2019  allena anche i  giovani Nazionali , diventando in seguito Direttore Tecnico delle Squadre Giovanili fino a Marzo 2025.

## Palmarès
- 1990 - Medaglia d'Argento (individuale) ai Campionati Europei
- 1992 - 39° ai Giochi olimpici di Barcellona
- 1996 - Medaglia d'Argento Individuale ai Campionati Europei Targa di Kranjska gora (SLO)
- 1996 - Medaglia d'Argento a squadre ai Campionati Europei Targa di Kranjska Gora (SLO)
- 1997 - Medaglia d'Argento a squadre ai XXIII Giochi del Mediterraneo (Bari).
- 1998 - Campione Europeo Targa a squadre a Boè Agen (Fra)
- 1998 - Campione Europeo Indoor a squadre ad Oldemburg (Ger)
- 1999 - Medaglia d'Argento di Squadra ai Mondiali Indoor di Cuba
- 1999 - Medaglia d'Argento di Squadra ai Mondiali Targa a Riom (Fr)
- 2000 – Medaglia d'Argento ai Campionati Europei (Antalya – Turchia)
- 2000 - Medaglia d'Argento a squadre - Olimpiadi di Sydney
- 2001 - Medaglia di Bronzo a squadre Indoor ai Campionati Mondiali di Firenze.
- 2001 - Medaglia d'Oro a squadre Targa G. Prix di Cipro.
- 2001 - Medaglia di Bronzo a squadre Targa G. Prix di S. Pietroburgo.
- 2001 - Medaglia d'Argento a squadre Targa ai Campionati Mondiali di Pechino (Cina)
- 2002 - Medaglia d'Argento a squadre Targa G. Prix di Porec (CRO)
- 2002 - Medaglia d'Oro individuale a squadre Targa G. Prix di Porec (CRO)
- 2002 - Medaglia d'Oro individuale a squadre Targa G. Prix Erlangen (GER)
- 2002 - Medaglia di Bronzo individuale a squadre Targa G. Prix di Oulu (FIN)
- 2003 - Campione Mondiale ai Mondiali Indoor di Nimes (FR)
- 2003 - Campione Mondiale a squadre ai Mondiali Indoor di Nimes (FR)
- 2003 - Medaglia di Bronzo a squadre al G. Prix di Evry (FR)
- 2003 - Medaglia d'Argento a squadre alla Finale del G. Prix di Antalya (TUR)
- 2003 - Medaglia di Bronzo a squadre ai Mondiali Targa di New York (USA)
- 2003 - Medaglia d'Argento a squadre alla Preolimpica di Atene (GRE)
- 2004 - Medaglia d'Argento a squadre ai Campionati Europei Indoor di Sassari (ITA)
- 2004 - Medaglia di Bronzo a squadre Gran Prix di Rovereto (ITA)
- 2004 - Medaglia d'Oro a squadre ai Campionati Europei Targa di Bruxelles (BEL)
- 2004 - 16º individuale -7° di Squadra ai Giochi olimpici di Atene (GRE)
- 2004 - Medaglia di Bronzo individuale al Torneo Internazionale di Rio de Janeiro (BRA)
- 2006 - Medaglia d'Oro a squadre al Grand Prix di Porec (CRO)
- 2006 - Medaglia d'Oro a Individuale alla Coppa del Mondo di San Salvador (ESA)
- 2006 - Medaglia d'Oro a squadre alla finale del Grand Prix di Sassari (ITA)
- 2006 - Medaglia di Bronzo a squadre alla Coppa del Mondo di Shanghai (CINA)
- 2006 - Medaglia d'Argento a squadre alla IV prova della Coppa del Mondo di Shanghai (CINA)
- 2006 - Medaglia d'Argento Individuale alla Finale della Coppa del Mondo di Merida (MEX)
- 2007 - Medaglia d'Argento Di Squadra alla Finale della Coppa del Mondo di Uslan (KOR)
- 2008 - Medaglia d'Oro Individuale alla Finale della Coppa del Mondo di Santo Domingo (DOM)
- 2008 - Medaglia d'Oro a squadre alla Finale dei Campionati Europei Targa a Vittel (FRA)
- 2008 - Medaglia d'Argento a squadre ai Giochi olimpici di Pechino (CINA)

## Scheda tecnica
| Riser             | Hoyt Nexus 25"                                                                                               |
| Flettenti         | Hoyt G3 Medium - 46#                                                                                         |
| Potenza effettiva | 46 1/2# |
| Mirino            | Shibuya Ultima Carbon RC                                                                                     |
| Stabilizzazione   | Stabilizzatore centrale: Beiter (30") Baffi/Astine: Beiter (8") Prolunghino: Spigarelli (5") V-bar: Beiter   |
| Rest              | Beiter |
| Bottone           | Beiter |
| Frecce            | Aste: Easton X10 – 410 C4 Punte: Tungsteno 120 grani Cocche: Beiter In&Out /2 Impennaggio: Spin Wing 2 3/16" |
| Patelletta        | Cavalier |
| Dragona           | Polso-pollice                                                                                                |
| Parabraccio       | Beiter |
| Paraseno          | (non utilizzato)                                                                                             |
| Faretra           | Angel |